# Constantin Nuță
Constantin Nuță (n. 23.11. 1929 - d. 23 decembrie 1989, în apropiere de Alba Iulia) a fost un general român de miliție, care a îndeplinit funcția de șef al Inspectoratului General al Miliției (1978-1989).

## Biografie
A fost înaintat la gradul de general-maior (cu o stea) (7 mai 1977) și apoi la gradul de general-locotenent (cu 2 stele) (30 decembrie 1982). A fost șef al Direcției a IV-a - Contrainformații Militare - a Securității Statului. În iulie 1978, după fuga din țară a generalului Ion Mihai Pacepa și destituirea generalului Jean Moldoveanu, generalul Nuță a fost numit în funcția de adjunct al ministrului de interne și șef al Inspectoratului General al Miliției, pe care le-a îndeplinit până în decembrie 1989. 
La Congresul al XII-lea al PCR din noiembrie 1979, generalul Nuță a fost ales ca membru supleant al Comitetului Central al PCR. 
În noiembrie 1987, generalul Constantin Nuță a participat, împreună cu generalul Emil Macri, la reprimarea revoltei muncitorilor de la Brașov.

## Rolul său în Revoluție
În ziua de 17 decembrie 1989, orele 17,00, a fost trimis cu un avion special la Timișoara, din ordinul lui Nicolae Ceaușescu, alături de generalii Ion Coman, Ștefan Gușă, Victor Stănculescu, Mihai Chițac, Cârneanu și alții. Ajunși acolo, i s-a transmis generalului Coman să se deschidă foc cu gloanțe de război împotriva manifestanților de la Timișoara, el transmițând mai departe acest ordin generalilor Ștefan Gușă și Constantin Nuță.  Nuță a ordonat înarmarea cadrelor de miliție cu arme și muniție de război, realizând planul de amplasare pe hartă a celor 8 dispozitive de luptă formate din forțe de miliție, securitate și trupe de grăniceri care au acționat cu aceste arme împotriva demonstranților în seara și noaptea de 17/18 decembrie 1989. 
În dimineața zilei de 18 decembrie, Elena Ceaușescu a dat dispoziție generalului Nuță să transporte la București cele 43 de cadavre aflate la morga Spitalului Județean din Timișoara. El l-a informat pe generalul Coman, care a stabilit, împreună cu generalii Emil Macri și Velicu Mihalea, un plan pentru scoaterea cadavrelor de la morgă și transportarea lor la București. 
Împreună cu adjunctul său, generalul Velicu Mihalea, el s-a ocupat cu ștergerea urmelor măcelului de la Timișoara. Generalii Nuță și Mihalea s-au prezentat la ora 10 la Spitalul Județean. Din dispoziția lor, o echipă de ofițeri de Miliție sub conducerea colonelului Ghircoiaș a realizat operațiunea de verificare a cadavrelor și de triere a lor, apoi în seara aceleiași zile au introdus cele 43 de cadavre în saci de plastic, apoi le-au urcat într-o izotermă adusă de la Autobaza COMTIM. A doua zi dimineața (în jurul orei 4:15), autoizoterma plină cu cadavre a plecat spre București, fiind însoțită de un autoturism al Miliției Timișoara. Cele 40 de cadavre au fost arse la Crematoriul "Cenușa" din București în cursul nopții de 19/20 decembrie 1989, apoi în dimineața următoare cenușa rezultată a fost aruncată într-o gură de canal de pe raza comunei Popești-Leordeni. 
La 20 decembrie 1989, cei doi generali au fost trimiși la Arad, unde au condus operațiunile de reprimare din Hotelul Parc. În acel oraș au murit, în decembrie 1989, 19 persoane. 
După ce devenise evident că Revoluția va izbândi, în dimineața zilei de 23 decembrie 1989 cei doi generali au luat trenul de la Arad spre București, dar au fost arestați la Deva și au fost duși la sediul unui regiment de geniu din acest oraș. Acolo ei au fost urcați într-un elicopter, fiind legați cu frânghii de scaune, pentru a fi duși la București. Conform ordinului provenit de la celula de comandă de la MApN din București (după cum s-a aflat ulterior în cadrul anchetelor de la Secția Parchetelor Militare), traseul elicopterului a fost schimbat și în loc să se îndrepte spre Capitală, el a fost direcționat spre Alba Iulia. În seara zilei de 23 decembrie 1989, în apropiere de oraș, pe dealul Mamut, elicopterul a fost doborât de către militarii de la sol, care au primit ordin să doboare toate aparatele de zbor ce se apropie de oraș, deoarece ar fi fost vorba de „teroriști”.  Trupurile celor doi generali au fost carbonizate.

## Distincții
- Ordinul „Steaua Republicii Populare Romîne” clasa a V-a (12 august 1959) „pentru contribuție activă la întărirea regimului democrat-popular”[8]
- Ordinul „Apărarea Patriei” clasa a II-a (20 august 1984) „pentru contribuția deosebită adusă la înfăptuirea politicii Partidului Comunist Român de făurire a societății socialiste multilateral dezvoltate în patria noastră, cu prilejul celei de-a 40-a aniversări a revoluției de eliberare socială și națională, antifascistă și antiimperialistă”[9]